# Новица Чановић
Новица Чановић (Куманово, 29. новембар 1961 — Београд, 23. јануар 1994) је бивши југословенски атлетичар и специјалиста за скок увис. Био је члан АК Славонија из Осијека.

## Биографија
Чановић је старином из села Бршно код Никшића. Ту му се отац Милисав родио али се касније преселио у Македонију где је рођен Чановић.
У својој каријери као репрезенттивац СФР Југославије на Европском првенству 1983. заузео је 15 место, на Медитеранским играма 1987, освојио је злану медаљу, а на Летњим олимпијским играма 1984. резултатом 2,15 није се успео пласирати у финале.
Чановић је био првак Југославије у скоку у вис на отвореном 1982 1983, 1984, 1986. и 1987, а 1987. и у дворани. Пред крај 1990. године, двадесетосмогодишњи Чановић, актуелни двоструки рекордер у скоку увис СФР Југославије (на отвореном и у дворани), повлачи се из атлетике.

### Смрт
После каријере, приступио је Српској војсци Крајине у циљу заштите српског народа Крајине. Тешко је рањен 14. јануара 1994. у засеоку Поздери у Равним Котарима, а преминуо 23. јануара у Ургентном центру у Београду. Сахрањен је у селу Бршно код Никшића.